# Weißwedelhirsch
Der Weißwedelhirsch (Odocoileus virginianus) ist die häufigste Hirschart Nordamerikas. Er ist deutlich kleiner und zierlicher als die oft in gleichen Regionen verbreiteten Wapitis. Laut einer 2023 veröffentlichten wissenschaftlichen Untersuchung sind die Weißwedelhirsche durch ihre Verbreitung und ihr Gewicht die global an Biomasse reichste wildlebende Landsäugetierart.

## Merkmale

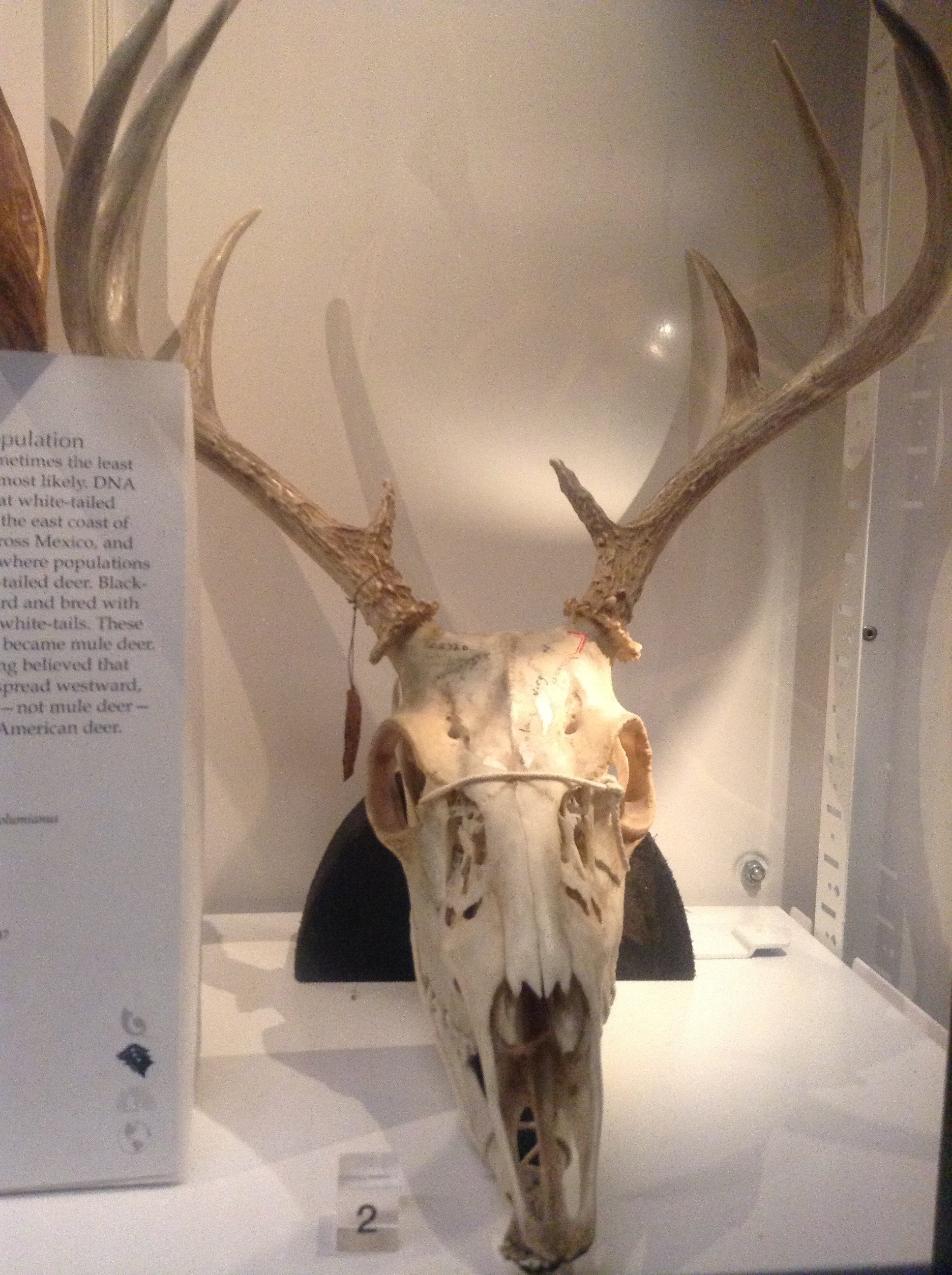
Schädel

Im Winter ist das Fell fast zinngrau, im Sommer dagegen rötlicher und oben dunkler als unten. Namengebend ist der Schwanz, der oberseits braun ist, unterseits aber weiß. Auf der Flucht wird er aufgerichtet, so dass man ein weißes „Fluchtsignal“ sieht. Nur die Männchen tragen ein Geweih. Es wird jeweils nach der Brunft abgeworfen und danach wieder neu gebildet. Beide Geweihstangen sind halbkreisförmig nach vorne und außen gerichtet und tragen normalerweise sechs oder sieben Sprossen.
Die Größe variiert stark zwischen den Unterarten. Bei den Tieren der nördlichen USA beträgt die Schulterhöhe etwa 1,0 bis 1,1 m und das Gewicht des Männchens zwischen 100 und 150 kg. Weibchen sind geringfügig kleiner und leichter. Nach Süden hin werden die Unterarten kleiner. Auf den Florida Keys leben Weißwedelhirsche mit einer durchschnittlichen Schulterhöhe von 60 cm und einem Gewicht von 35 kg (Inselverzwergung). Die Lebenserwartung beträgt ungefähr zehn Jahre.
In der Regel tragen nur die Männchen ein Geweih. Es gibt jedoch Phänotypen, bei denen auch die Weibchen Geweihe tragen. Ebenso existiert eine geweihlose Morphe von Männchen, die aber offenbar fortpflanzungsfähig sind. Ein weiterer Phänotyp an Männchen verliert die samtartige Haut über den Geweihstangen nicht, die gewöhnlich abgeworfen (gefegt) wird, sobald das Geweih ausgebildet ist. Dieser Phänotyp weist auch einen Körperbau auf, der eher dem der Weibchen entspricht. Sie gelten als unfruchtbar. In einigen Regionen beträgt der Anteil solcher Weißwedelhirsche 10 Prozent an der Gesamtpopulation, kann aber vereinzelt auch deutlich höher sein. Die Biologin Joan Roughgarden argumentiert deshalb, dass der Anteil zu hoch ist, als dass der Anteil als für die Gesamtpopulation als schädlich betrachtet werden kann.

## Verbreitung

Verbreitung der Weißwedelhirsche in beiden Amerikas

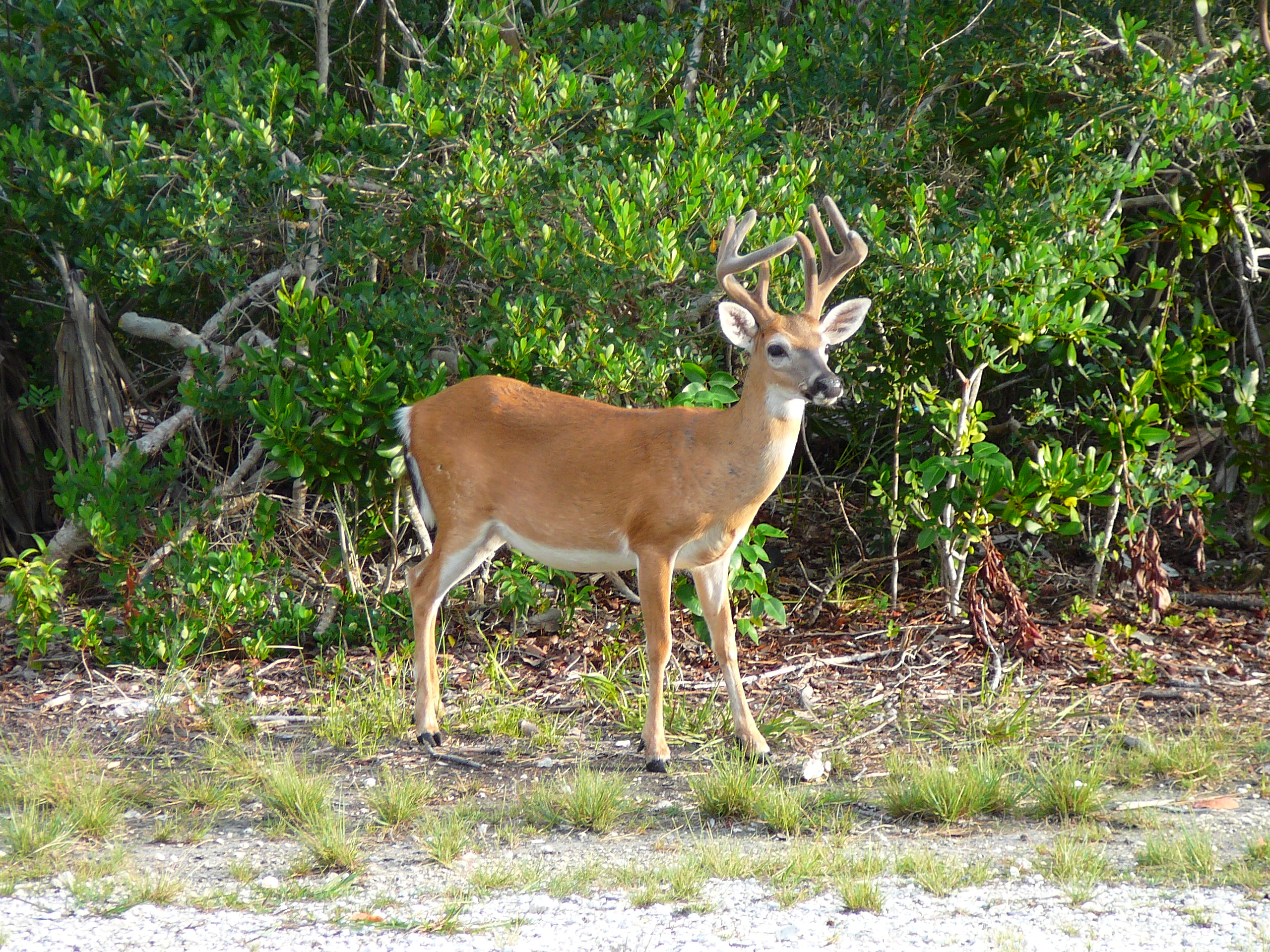
Die Unterart Key-Weißwedelhirsch lebt auf den Florida Keys

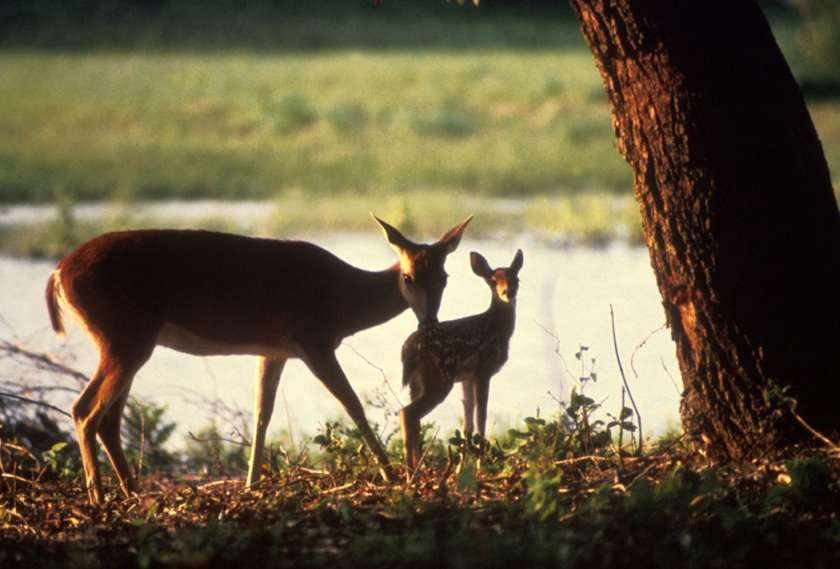
Weißwedelhirsch, Weibchen (Alttier) mit Kalb

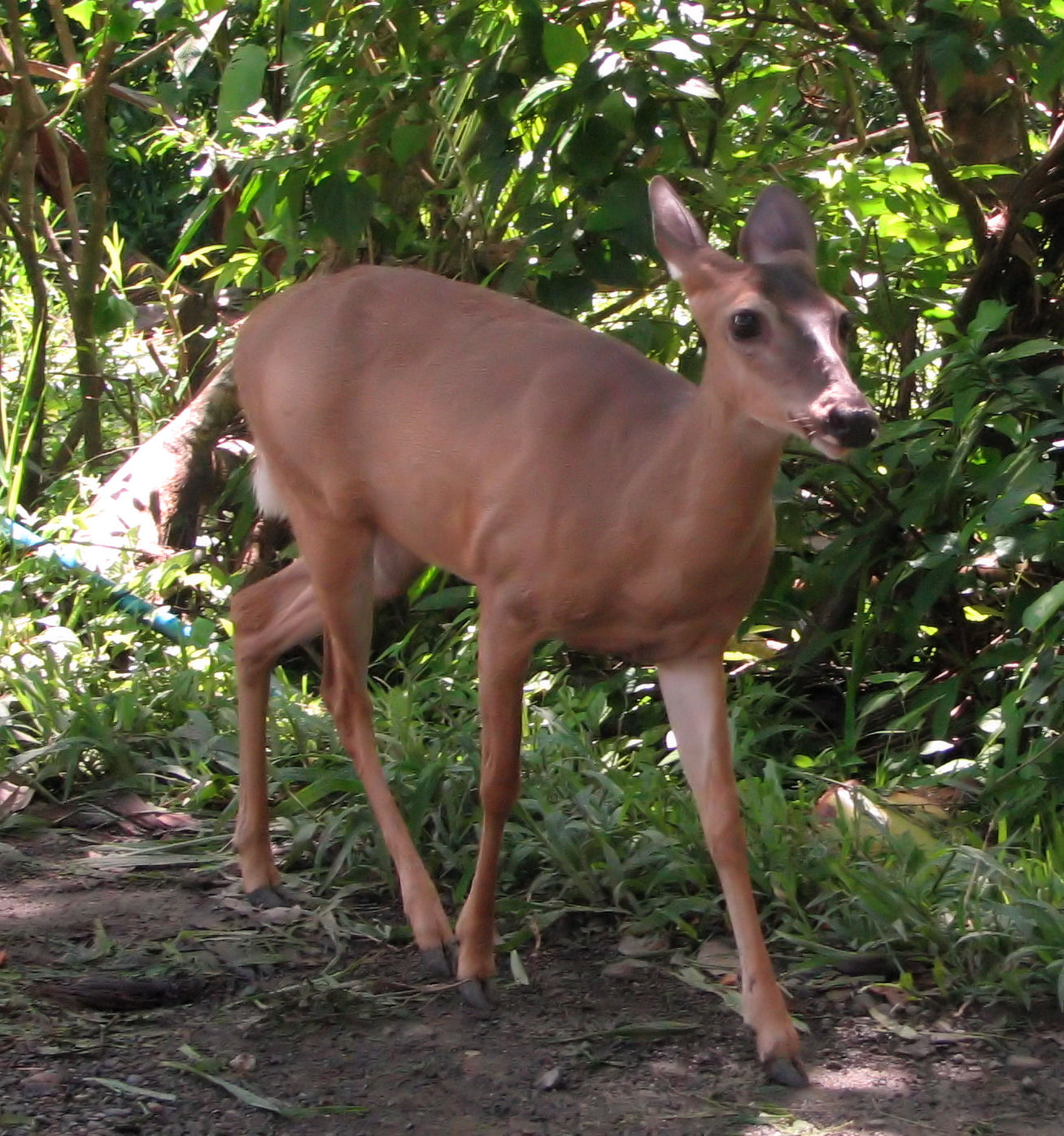
Weiblicher Weißwedelhirsch der Unterart O. v. truei in Costa Rica

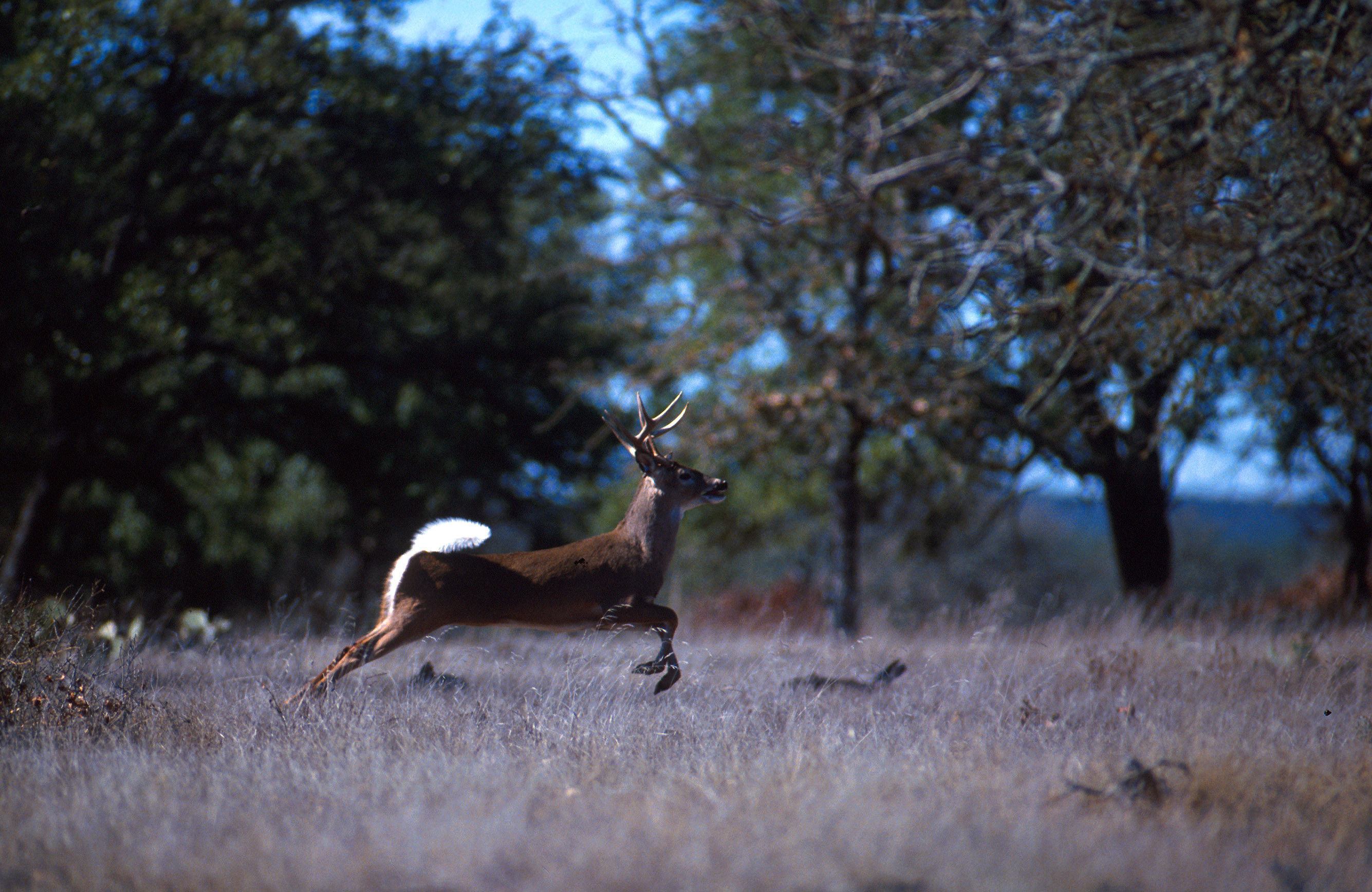
Hochflüchtiger Weißwedelhirsch

Der Weißwedelhirsch ist von Südkanada bis Peru und Nordbrasilien verbreitet. Er gehört zu den am weitesten verbreiteten Hirscharten überhaupt. Die Tiere sind einer Vielzahl unterschiedlichster Habitate angepasst. Es gibt sie sowohl in den großen Wäldern Neuenglands als auch in der Prärie, in den Sümpfen der Everglades ebenso wie in den Halbwüsten Mexikos und Arizonas. In Südamerika bewohnt der Weißwedelhirsch Galeriewälder, küstennahes Buschland und die Nordhänge der Anden, fehlt aber im Regenwald. In Mittel- und Südamerika sind Weißwedelhirsche generell sehr viel seltener als in Nordamerika (siehe Bedrohung und Schutz).
Weißwedelhirsche wurden auch in anderen Teilen der Welt eingeführt. 1934 brachte man wenige Tiere nach Finnland, wo sie sich inzwischen stark vermehrt und selbsttätig in benachbarte Staaten Skandinaviens ausgebreitet haben. Auch in Tschechien gibt es eine eingeschleppte Population. Außerdem ist der Weißwedelhirsch eine von sieben Hirscharten, die in Neuseeland zu Jagdzwecken eingebürgert wurden.

## Lebensweise
Generell ist der Weißwedelhirsch eher ein Einzelgänger als ein Herdentier. Dies gilt allerdings nur bedingt, denn vor allem außerhalb der Paarungszeit finden sich Weibchen ebenso wie Männchen immer wieder zu losen Verbänden zusammen. Zur Brunft suchen die Männchen einzelne Weibchen – anders als Wapitis versuchen sie nicht, einen Harem zu unterhalten.
Die Weibchen (Alttiere) bringen nach einer Tragzeit von etwa 200 Tagen ein bis zwei, sehr selten auch drei oder vier Kälber zur Welt. Wie viele junge Hirsche sind die Kälber bei der Geburt mit weißen Flecken überzogen.
Der Weißwedelhirsch lebt von Blättern, Gräsern, Knospen, Beeren und anderen Wildfrüchten sowie von Baumrinden. Er hat eine Vielzahl von Feinden, neben dem Menschen vor allem Wölfe, Pumas, Bären und Kojoten und in Süd- und Mittelamerika auch den Jaguar.

## Bedrohung und Schutz
Vor der Ankunft der europäischen Siedler gab es allein in Nordamerika schätzungsweise 40 Millionen Weißwedelhirsche. Sie wurden von den Indianern gejagt, was aber wenig bis keine Auswirkungen auf die Bestandszahlen hatte. Die Kolonisten jagten die Hirsche wegen ihrer Felle und Häute, aber auch zum Vergnügen. Bis 1900 gingen die Populationen rapide zurück, bis es nur noch 500.000 dieser Tiere in Nordamerika gab. Seitdem hat eine Regulierung der Jagd zu einer weitgehenden Verbesserung geführt, aber regional ist die Lage sehr unterschiedlich.
Es gibt Gegenden, wie zum Beispiel das Gebiet der Großen Seen, in denen Weißwedelhirsche wieder so häufig wie einst sind. In den USA gibt es nun wieder 14 Millionen Weißwedelhirsche. In Mexiko, Zentral- und Südamerika gehen die Zahlen aber weiter zurück.
Einige Unterarten sind nahezu ausgestorben und stehen auf der Roten Liste der IUCN. Dies sind:
- Key-Weißwedelhirsch (Odocoileus virginianus clavium) auf den Florida Keys, eine kleinwüchsige Unterart; durch die Jagd gab es 1945 nur noch 26 dieser Hirsche. Dank intensiver Schutzmaßnahmen gibt es nun wieder 300 Tiere, aber der wachsende Tourismus der Keys gibt Anlass zur Sorge. Fast alle Key-Weißwedelhirsche leben auf No Name Key und Big Pine Key. Benachbarte Inseln werden manchmal schwimmend erreicht, das Fehlen ausreichender Süßwasservorkommen macht aber stets eine Rückkehr zu den beiden genannten Inseln notwendig. Die IUCN bewertet die Unterart als „stark gefährdet“.
- Columbia-Weißwedelhirsch (Odocoileus virginianus leucurus), benannt nach dem Columbia River in Washington und Oregon. Zwischenzeitlich waren die Bestände auf 400 Tiere gefallen, da die menschliche Besiedlung der Ufer des Columbia River dem Tier den Lebensraum nahm. Heute gibt es wieder 3000 Tiere, so dass sich der U.S. Fish & Wildlife Service 2003 entschied, die Unterart von der Liste der bedrohten Tiere der USA zu nehmen. Bei der IUCN gilt diese Unterart als „gering gefährdet“.

## Sonstiges
Der nächste Verwandte des Weißwedelhirsches ist der Maultierhirsch. Die beiden Arten sind untereinander fruchtbar, so dass es gelegentlich zu Hybriden kommt. Meistens ist dabei das Muttertier eine Maultierhirschkuh. Die Männchen der Weißwedelhirsche setzen sich gegenüber den Männchen der Maultierhirsche beim Werben um ein brünftiges Weibchen durch, weil sie schneller sind als Maultierhirsche und in der Verfolgung des brünftigen Weibchens auch deutlich hartnäckiger. Die Nachkommen sind zwar fruchtbar, sie haben jedoch eine höhere Mortalitätsrate als die Nachkommen von Maultier- oder Weißwedelhirschen. Weder zeigen sie so ausgeprägte Prellsprünge wie reine Maultierhirsche noch erreichen sie die Fluchtgeschwindigkeit und Ausdauer von Weißwedelhirschen und fallen daher eher Fressfeinden zum Opfer. Beide Arten sind für Chronic Wasting Disease empfänglich.
Der Weißwedelhirsch ist das Repräsentationstier der US-Bundesstaaten Arkansas, Illinois, Michigan, Mississippi, Nebraska, New Hampshire, Ohio, Oklahoma, Pennsylvania, South Carolina und Vermont. Er kommt, wie im Wappen der kanadischen Provinz Saskatchewan, auch in der Flagge Michigans und im Siegel Michigans sowie in der Flagge Vermonts vor.
Walt Disney nahm sich die Freiheit, für seinen Zeichentrickfilm Bambi aus dem europäischen Reh der Romanvorlage einen Weißwedelhirsch zu machen, da Rehe in Nordamerika nicht vorkommen. Da sich die Kitze von Rehen und die Kälber von Weißwedelhirschen sehr ähneln, wurde der Unterschied vom europäischen Publikum allerdings selten bemerkt. Bis heute ist unter anderem darum die irrige Meinung weit verbreitet, Rehe wären weibliche Hirsche und andersherum Hirsche männliche Rehe.
Mit Stand 23. Dezember 2021 konnten im Nordosten des US-Bundesstaates Ohio mindestens sechs Spillovers von SARS-CoV-2, dem Erreger von COVID-19 von Mensch zu diesen Tieren nachgewiesen werden, wobei drei Varianten des Virus beteiligt waren. Offenbar kann das Virus auch von Tier zu Tier übertragen werden. Welche Auswirkungen es auf die Einzeltiere und die Tierpopulation als Ganzes hat, blieb zunächst unklar. Da eine Rückübertragung auf den Menschen nicht ausgeschlossen werden kann, könnten die Tiere eine Rückzugsmöglichkeit für das Virus darstellen, in der sich auch neue Varianten entwickeln könnten. Eine genaue Überwachung des Geschehens scheint angebracht, um die Krankheit dauerhaft unter Kontrolle zu bringen.

## Einzelbelege
1. ↑  The global biomass of wild mammals, auf: PNAS vom 27. Februar 2023.
2. 1 2  Joan Roughgarden: Evolution’s Rainbow: Diversity, Gender, and Sexuality in Nature and People. University of California Press, Berkeley 2004, ISBN 0-520-24073-1, S. 38.
3. ↑  https://yle.fi/uutiset/osasto/news/article10294577.ece (englisch)
4. ↑  Rue, S. 86.
5. ↑  Active COVID-19 Infection – By at Least Three Virus Variants – Detected in Wild Deer in 6 Ohio Locations, auf: SciTechDaily vom 23. Dezember 2021. Quelle: Ohio State University.